# Robert Jeangerard
Robert Eugene « Bob » Jeangerard, né le 20 juin 1933 à Evanston, dans l'Illinois, et décédé le 5 juillet 2014 est un ancien joueur américain de basket-ball. Il évoluait au poste d'arrière. 

## Palmarès
- Champion olympique 1956